# David Vincent
David Justin Vincent (Charlotte, 22 aprile 1965) è un cantante e bassista statunitense, noto per la sua militanza nei Morbid Angel.

## Biografia
Nel 1989 entrò nei Terrorizer, gruppo grind/death metal, formato dal cantante Oscar Garcia, dal chitarrista Jesse Pintado dei Napalm Death e Pete Sandoval, suo futuro collega nei Morbid Angel.
Terminata la collaborazione con i Terrorizer, Vincent e Sandoval entrano nei Morbid Angel, gruppo capitanato dal chitarrista Trey Azagthoth, rimasto solo dopo aver licenziato il cantante Mike Browning e il batterista Sterling Von Scarborough, e verrà reclutato anche Richard Brunelle come secondo chitarrista. Vincent assunse il ruolo di cantante, oltre a quello di bassista e così si dà il via alla pubblicazione di Altars of Madness (1989), il primo disco del gruppo death metal.
Con i Morbid Angel, Vincent rimarrà fino alla pubblicazione di Domination (1995) per poi unirsi ai Genitorturers, band industrial metal di sua moglie Gen; vi farà ritorno nel 2004.
Nel 2007 ha collaborato con Max Cavalera per la produzione dell'ultimo album dei Soulfly Conquer, uscito il 18 luglio 2008.
Nel 2015 lascia nuovamente i Morbid Angel, formando nel 2016 gli I Am Morbid, con Tim Yeung, anche lui ex Morbid Angel, con cui sarà in tour nel 2017. Nello stesso anno sostituisce Lemmy Kilmister negli Headcat.

## Discografia

### Morbid Angel
- 1989 - Altars of Madness
- 1991 - Blessed Are the Sick
- 1993 - Covenant
- 1995 - Domination
- 1996 - Entangled in Chaos
- 2011 - Illud Divinum Insanus

### Genitorturers
- 1998 - Sin City
- 2002 - Flesh Is the Law (EP)

### Terrorizer
- 1989 - World Downfall

### Soulfly
- 2008 - Conquer voce in "Blood Fire War Hate"